# 탕츠

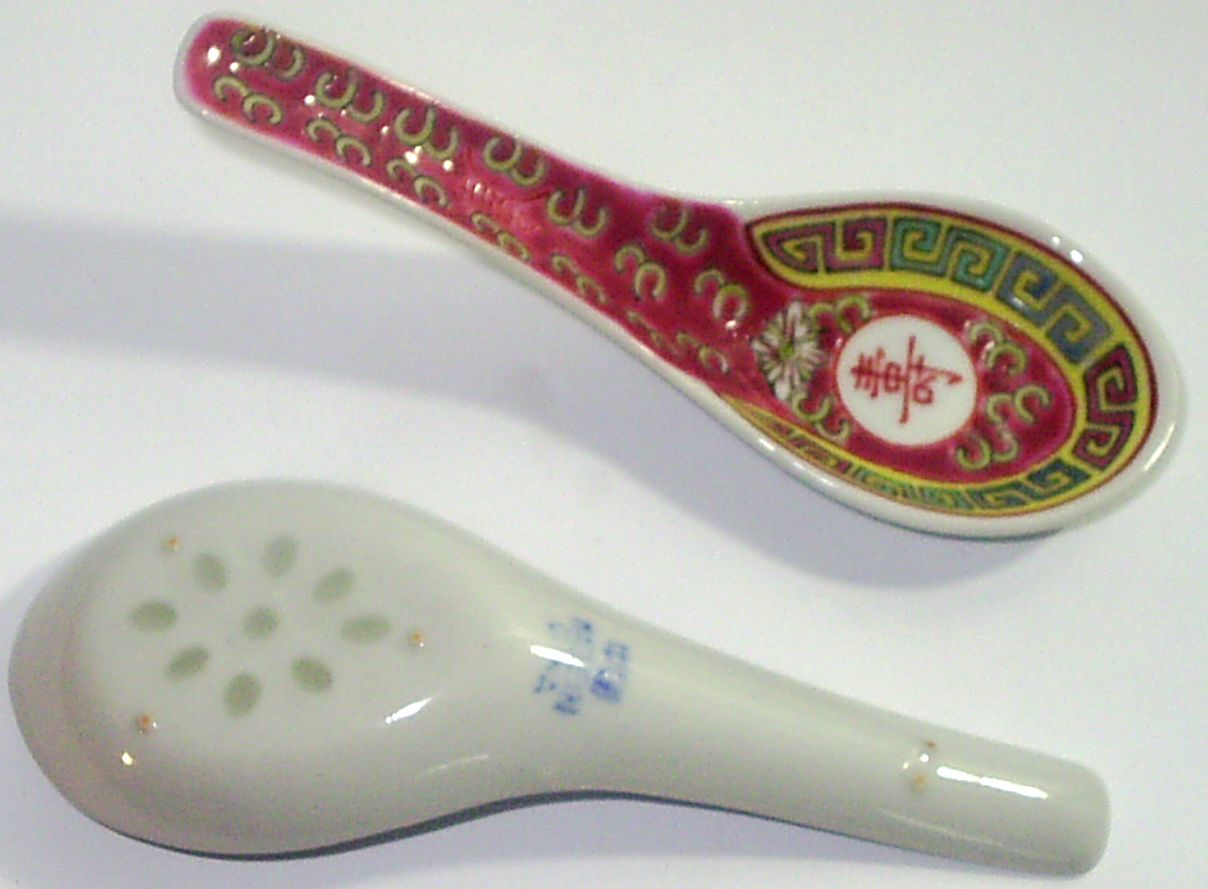
탕츠

탕츠(중국어 간체자: 汤匙, 정체자: 湯匙, 병음: tāngchí→국 숟가락)는 중국의 국 숟가락이다. 영어권에서는 "차이니스 스푼(Chinese spoon→중국 숟가락)"이라 부른다.

## 사진 갤러리

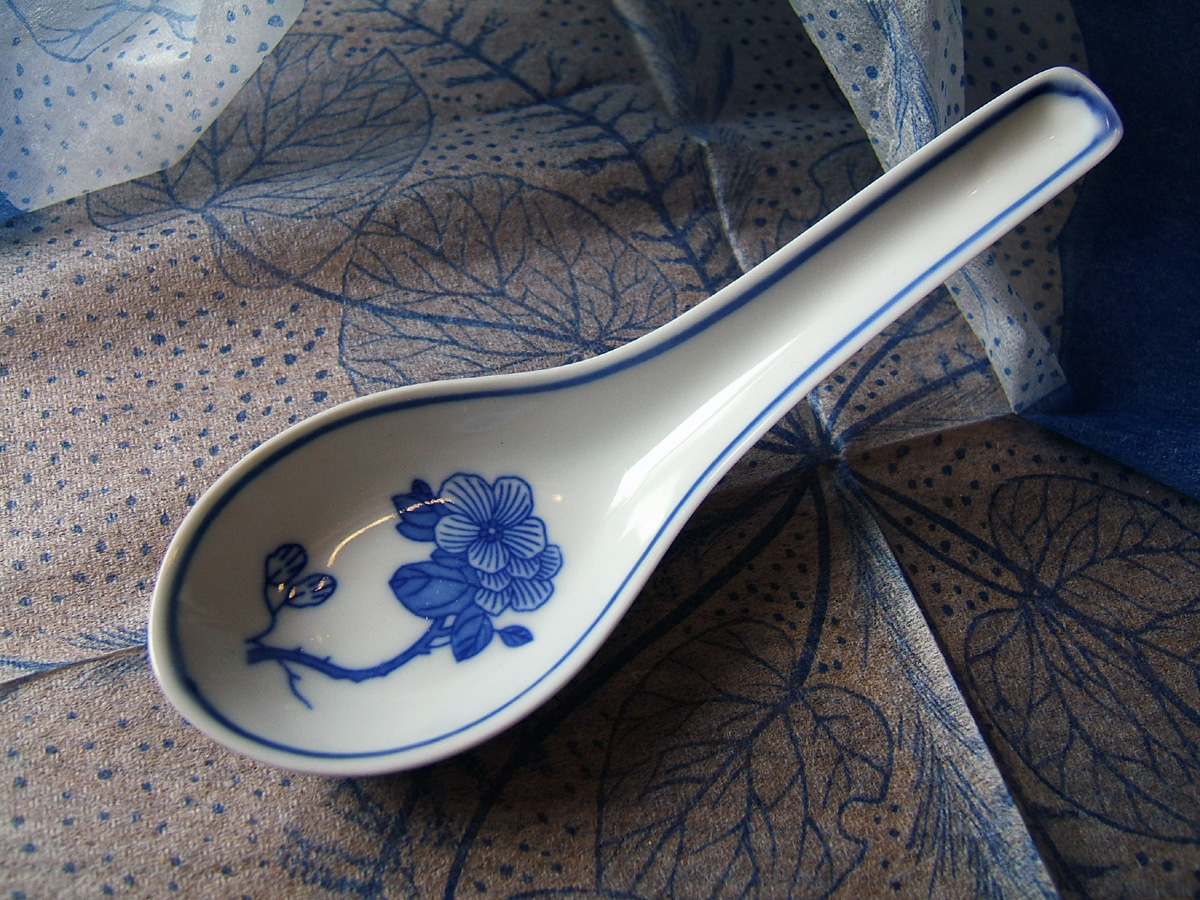
도자기 탕츠
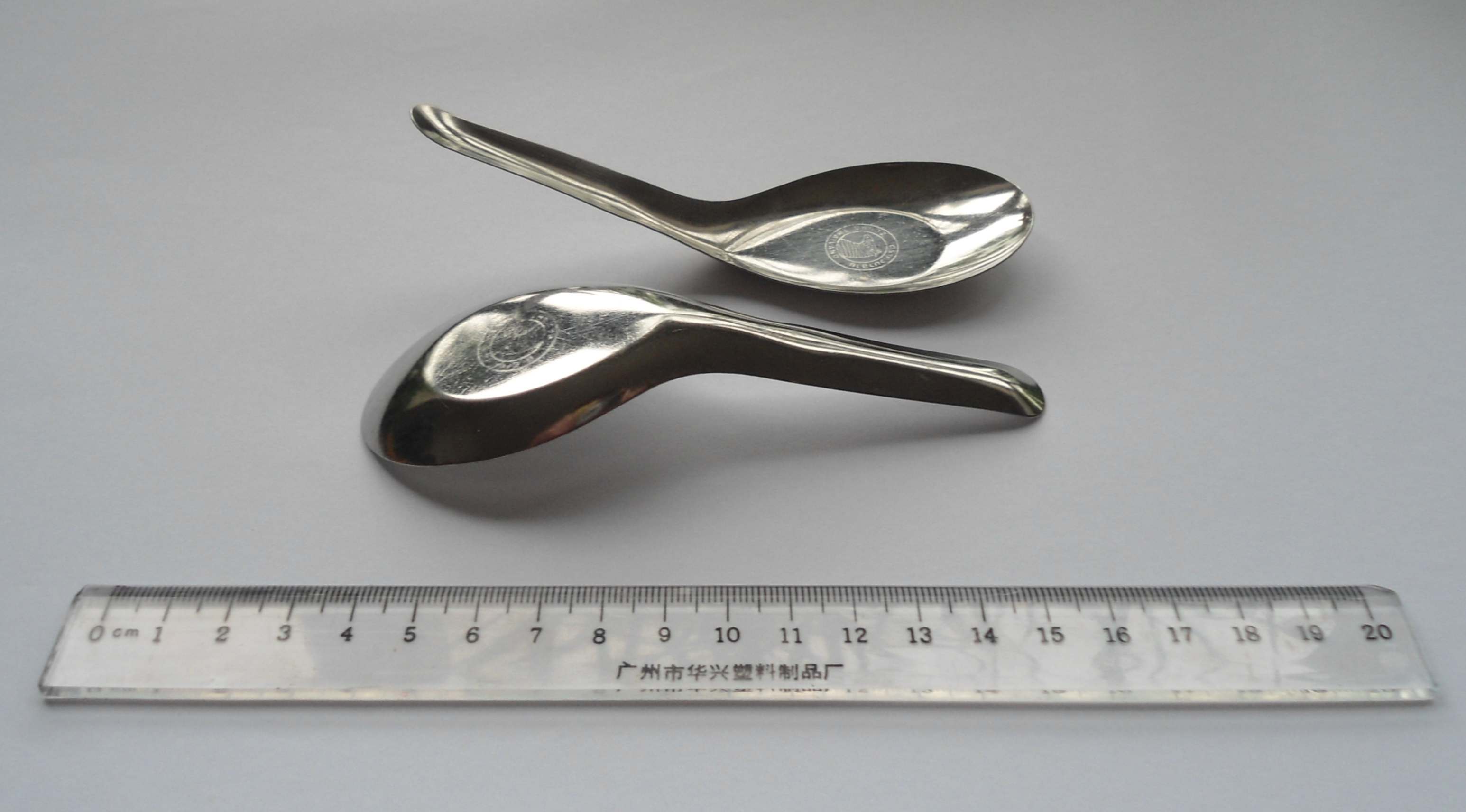
금속 탕츠
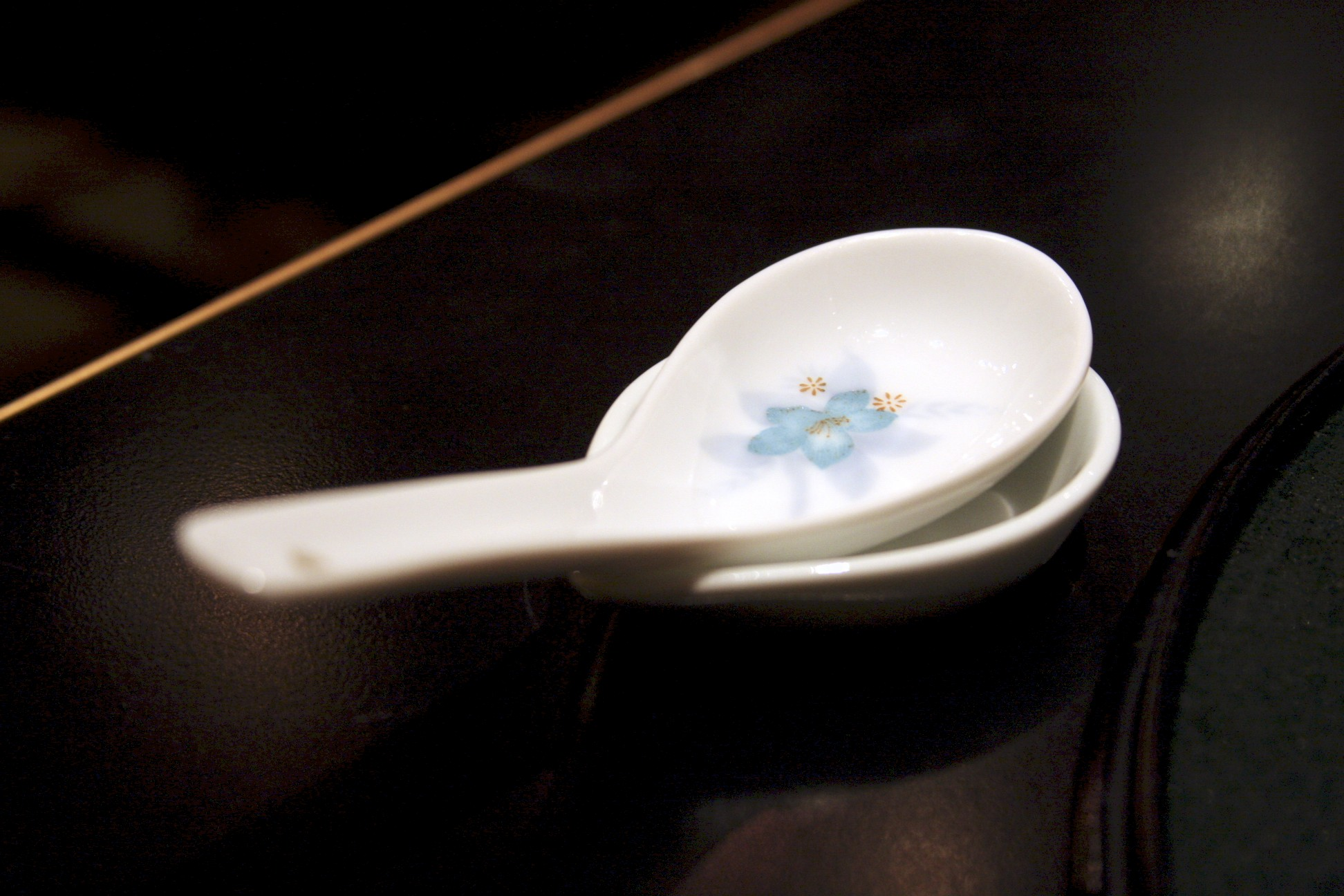
숟가락받침에 놓인 탕츠

## 같이 보기
- 젓가락
- 수저